# 扎利茲尼奇內 (波爾塔瓦州)
49°36′56″N 34°42′48″E / 49.61556°N 34.71333°E
扎利茲尼奇內（羅馬化：Zaliznychne）是烏克蘭的村落，位於該國中部波爾塔瓦州，由波爾塔瓦區負責管轄，處於科洛馬克河右岸，距離韋爾博韋2.5公里，海拔高度87米，2001年人口806。